# 60 Kartuski Pułk Piechoty

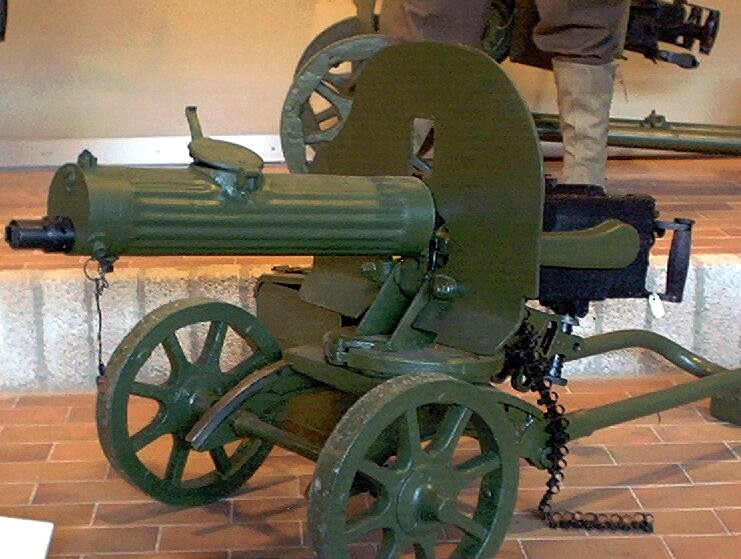
Maxim - podstawowy ckm pułku

 60 Kartuski pułk piechoty  – oddział piechoty ludowego Wojska Polskiego.
Sformowany w 1945 na bazie rozformowywanego 4 zapasowego pułku piechoty. Wchodził w skład 16 Kaszubskiej Dywizji Piechoty. Stacjonował początkowo w Gdańsku - Wrzeszczu. 6 lipca 1947 w Kartuzach z rąk marszałka Roli-Żymierskiego otrzymał sztandar, uroczystości towarzyszyła defilada oraz msza święta. Rozformowany w 1949.

## Dowódcy pułku
- ppłk Piotr Łoposzniański

## Skład etatowy
- dowództwo i sztab
- 3 bataliony piechoty
- kompanie: przeciwpancerna, rusznic ppanc, łączności, gospodarcza
- baterie: działek 45 mm, dział 76 mm, moździerzy 120 mm
- plutony: zwiadu, saperów, żandarmerii
- pułkowa szkoła podoficerska
- izba chorych

Etatowo stan żołnierzy w pułku wynosił 1604.